# Acanella africana
Acanella africana is een zachte koraalsoort uit de familie Isididae. De koraalsoort komt uit het geslacht Acanella. Acanella africana werd in 1915 voor het eerst wetenschappelijk beschreven door Kükenthal. 